# Franz Renz (Politiker)
Franz Renz (* 17. Juni 1900 in Mainz; † 21. Juli 1968 in Homburg) war ein deutscher Friseur und Politiker (NSDAP) und Abgeordneter des Landtags des Volksstaates Hessen in der Weimarer Republik.

## Familie und Beruf
Franz Renz war der Sohn des Bäckers Friedrich Anton Renz und dessen Frau Katharina geborene Staab. Franz Renz, der katholischer Konfession war, war mit Anna geborene Schwab verheiratet.
Franz Renz war Friseurobermeister in Alzey. 1930 wurde er Bundespräsident des Verbandes der deutschen Friseure.

## Politik
Franz Renz trat zum 1. Februar 1931 der NSDAP bei (Mitgliedsnummer 454.311) und war Abteilungsleiter für den Mittelstand in der Gauleitung Hessen. Er gehörte von 1932 bis 1933 und der 6. und 7. Wahlperiode dem Landtag an. Nach der „Machtergreifung“ der Nationalsozialisten wurde er 1933 hessischer Staatskommissar für den Mittelstand.